# Barrie Ingham

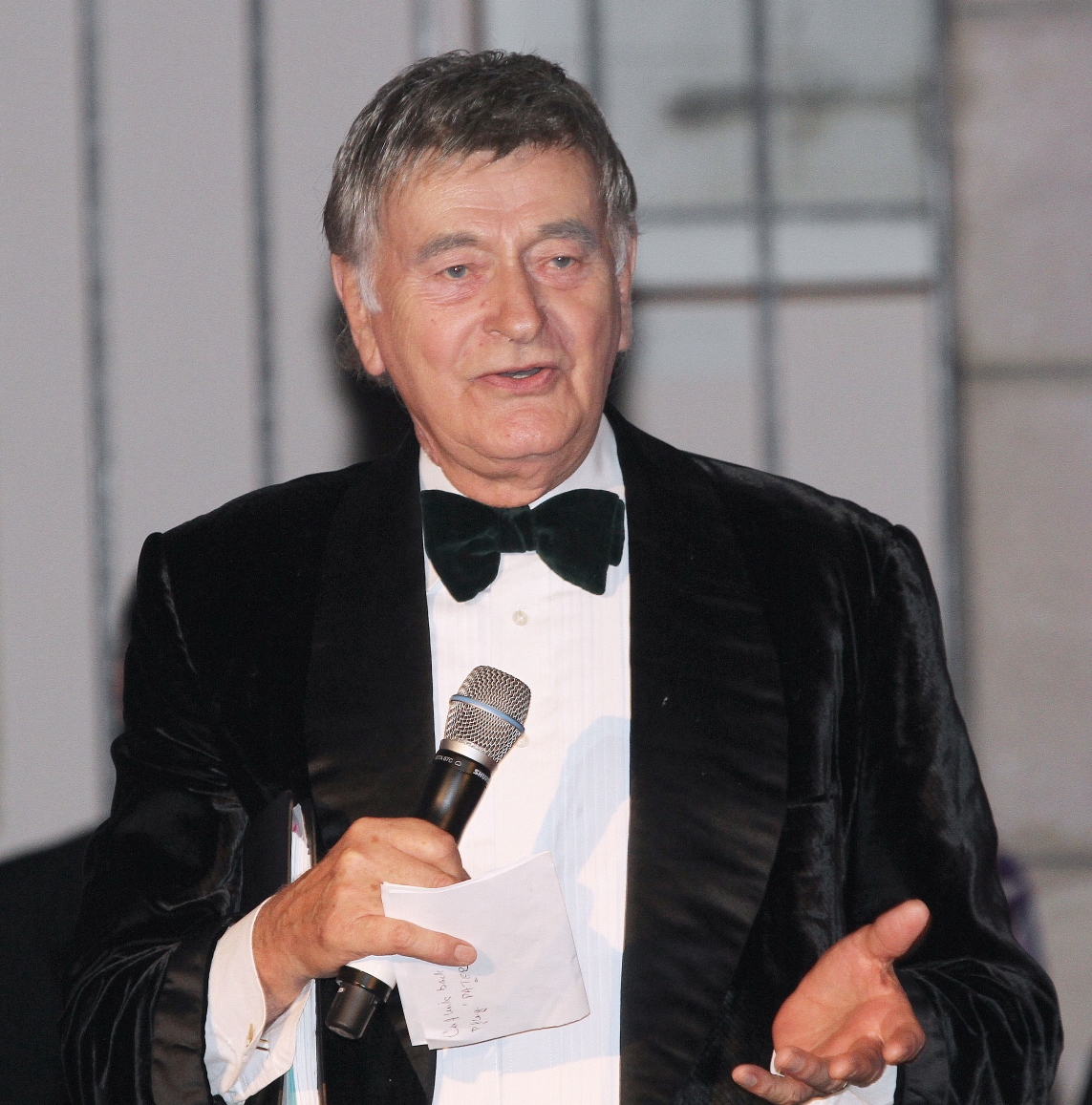
Ingham im März 2011

Barrie Stanton Ingham (* 10. Februar 1932 in Halifax, West Yorkshire, Vereinigtes Königreich; † 23. Januar 2015 in Palm Beach Gardens, Florida, Vereinigte Staaten) war ein britischer Schauspieler und Sänger.

## Leben
Ingham wurde als einziger Sohn von Irene Bolton und Harold Ellis Stead Ingham im britischen Halifax geboren, wo die Familie ein Möbelgeschäft besaß. In seiner Kindheit – während des Zweiten Weltkriegs – besuchte er die Heath Grammar School (heute: The Crossley Heath School). Die Grundschule beheimatete die Laienspielgruppe „The Halifax Thespians“, der sich Ingram als Jugendlicher anschloss. Er konnte laut eigenen Angaben aus seinem Schlafzimmerfenster die Büste von William Shakespeare vor dem Halifax Playhouse sehen, das 1949 eröffnet wurde und das aus einer Kapelle der Wesleyanischen Kirche hervorgegangen war.
Nach seiner Schulzeit leistete er seinen Militärdienst als Offizier in der Royal Artillery ab und arbeitete im Anschluss im Geschäft seiner Eltern. Am St Helens Theatre Royal in Merseyside lernte er die Schauspielerin Tarne Phillips kennen. Das Paar heiratete im Jahr 1957 und war bis zu seinem Tod verheiratet; zuletzt lebten sie in Palm Beach Gardens im US-Bundesstaat Florida.
Er starb im Alter von 82 Jahren, nach kurzer Krankheit, im Kreis seiner Familie und wurde von seiner Ehefrau und den gemeinsamen Töchtern Catrin, Liane, Francesca und Mali überlebt.

## Karriere
Ingham begann seine Schauspielkarriere im Jahr 1956 am Pier Pavilion in Llandudno in Arnold Ridleys Beggar My Neighbour. Am St Helens Theatre Royal in St Helens spielte er zusammen mit Tarne Phillips die romantischen Hauptrollen in Johnny Belinda, Rebecca und Jane Eyre – sie wurden ein Paar.
Im Jahr 1957 spielte er am Library Theatre in Manchester und wechselte Ende desselben Jahres an das Old Vic Theatre, wo er Fortinbras in John Nevilles Adaption von Hamlet verkörperte. 1959 war er in der Wiederaufführung von Much Ado About Nothing am Broadway in New York City zu sehen,  wo er an der Seite von John Gielgud als Benedick und Margaret Leighton als Beatrice die Rolle des Claudio spielte.
Zusammen mit Maggie Smith, Michael Bates und Michael Blakemore ging er 1960 mit Strip the Willow von Beverley Cross auf Tournee; laut Blakemore „ein seltsames Stück […] abgeleitet von einer Salonkomödie und Peter Ustinov“. Ebenfalls 1960 trat er in John Ardens Bühnenstück The Happy Haven am Royal Court auf, einer Komödie, die in einem Altersheim spielt, wo die Schauspieler Masken tragen.
Beide Stücke waren keine Erfolge, aber standen für den damaligen Umbruch der Theaterlandschaft hin zum modernen Theater. In den 1960er Jahren folgte Auftritte als Stavrogin in Dostojewskis Die Besessenen und als Dionysos in The Bacchae of Euripides am Mermaid Theater. 1964 war er zusammen mit Harry Secombe im Musical Pickwick am Saville Theater zu sehen und zwei Jahre als Clancy Pettinger in On the Level, einem Musical von Ron Grainer und Ronald Millar, der später Redenschreiber der ehemaligen britischen Premierministerin Margaret Thatcher wurde.
Zwischen 1967 und 1971 spielte er für die Royal Shakespeare Company in Stratford-upon-Avon sowie in London. So spielte er Leontes in Trevor Nunns ganz in Weiß gehaltenem Kinderstück The Winter’s Tale an der Seite von Judi Dench, Brutus in Julius Caesar und Lord Foppington in The Relapse. Mit Judi Dench und Donald Sinden trat er zudem in zwei der größten Produktionen dieser Zeit auf: als Aguecheek in John Bartons Twelfth Night sowie in Dion Boucicaults und John Broughams London Assurance.
Seine Erfahrungen im Musiktheater kamen ihm 1973 am Piccadilly in London zugute, wo er in der Musical-Adaption von Gypsy den Manager Herbie verkörperte. Er spielte zunächst an der Seite von Angela Lansbury und später zusammen mit Dolores Gray. 1974 spielte er den Ehemann von Maggie Smith in Charles Laurence’ Vaudeville-Komödie Snap (ursprünglich Clap), die sich mit Geschlechtskrankheiten beschäftigte. Im selben Jahr kehrte er als der „Duke of dark corners“ in Measure for Measure zur Royal Shakespeare Company zurück und wurde zum Associate Artist des Ensembles ernannt. 1989 war er als Beverley Carlton, einer Persiflage auf Noël Coward, in der Wiederaufnahme des Broadway-Klassikers The Man Who Came to Dinner im Barbican zu sehen.
Drei Jahre zuvor war er am Royal National Theatre in David Hares The Bay at Nice an der Seite von Irene Worth zu sehen und in der Rolle des Erzählers in Arthur Millers Bühnenstück The American Clock.
In den 1990er Jahren folgten Auftritte und Tourneen im Ausland. Er hatte eine Solotournee in Australien und war am New Yorker Broadway als König Pellinore in einer Wiederaufnahme von Camelot zu sehen, als Sir George Dillingham in Andrew Lloyd Webbers Aspects of Love und zwischen 1997 und 2001 als Sir Danvers Crew in dem Musical Jekyll & Hyde von Frank Wildhorn und Leslie Bricusse.
In den 2000er Jahren spielte er wieder am Londoner Westend; so war er 2003 in Trevor Nunns Adaptation von Cole Porters und PG Wodehouses Anything Goes zu sehen und  2005 am Birmingham Rep and the Duchess als schwuler Freund von der von Maureen Lipman verkörperten Diva Florence Foster Jenkins in Peter Quilters Glorious! – unter der Regie von Alan Strachan.
Neben seiner Karriere auf der Bühne war Ingham auch regelmäßig vor der Kamera zu sehen und spielte Haupt- und Nebenrollen in Filmen sowie im Fernsehen.
In den späten 1960er Jahren spielte er in den Fernsehserien The Caesars und in The Power Game. Weithin bekannt wurde er 1965 in Gordon Flemyngs Dr. Who und die Daleks und durch dem Hammer-Film Robin Hood, der Freiheitsheld aus dem Jahr 1967, in dem er die Titelrolle spielte. Er war weiterhin in Hine, Beyond a Joke, The Victorians und Funny Man zu sehen – sowohl in Produktionen im Vereinigten Königreich als auch  in den Vereinigten Staaten. 1986 verlieh er Basil in Disneys Zeichentrickfilm Basil, der große Mäusedetektiv seine Stimme, der seinem im englischen Original von Vincent Price gesprochenen Erzfeind auf der Spur ist. Zudem war er ab Ende der 1970er Jahre in vielen US-amerikanischen Fernsehserien zu sehen, beispielsweise in Hart aber herzlich, Ein Colt für alle Fälle, Simon & Simon, Hotel, Die Himmelhunde von Boragora, Remington Steele, Die Zeitreisenden, Das A-Team, Airwolf, Mord ist ihr Hobby, Die Fälle des Harry Fox, Street Hawk, Matlock und als „Bringloidi“ Danilo Odell, einem irischen Weltraumkolonisten, in einer Folge der Science-Fiction-Serie Raumschiff Enterprise – Das nächste Jahrhundert.
Nach dem Ende seiner aktiven Karriere im Jahr 2005 trat er in seiner Wahlheimat Palm Beach Gardens vereinzelt in Shakespeare-Aufführungen sowie Lesungen auf.
Im deutschen Sprachraum wurde Ingham unter anderem von Friedrich Georg Beckhaus, Lothar Blumhagen, Hans-Werner Bussinger, Hermann Ebeling, Peter Fitz, Peter Flechtner, Norbert Gescher, Peter Groeger, Lothar Hinze, Wolfgang Jakob, Peter Lakenmacher, Dieter Memel, Eberhard Prüter, Christian Rode, Horst Schön, Friedrich Schoenfelder, Manfred Schott, Jochen Schröder, Rolf Schult, Alfred Struwe, Jürgen Thormann, Georg Tryphon und Harry Wüstenhagen synchronisiert.

## Filmografie (Auswahl)

### Film
- 1961: The Fourth Square
- 1962: Number Six
- 1965: Dr. Who und die Daleks
- 1966: Invasion
- 1967: Robin Hood, der Freiheitsheld (A Challenge for Robin Hood)
- 1972: Harold und die Stripperin
- 1972: Full House (Dokumentation)
- 1973: Der Schakal
- 1977: Joe and Mary (Fernsehfilm)
- 1982: Camelot (Fernsehfilm)
- 1983: Charley’s Aunt (Fernsehfilm)
- 1983: Agatha Christie: Zwei Leichen zum Souper (Fernsehfilm)
- 1984: C.A.S.H. (Fernsehfilm)
- 1984: P.O.P. (Fernsehfilm)
- 1984: Antony and Cleopatra (Fernsehfilm)
- 1985: Die Errol-Flynn-Legende (Fernsehfilm)
- 1985: Spion im Bett (Fernsehfilm)
- 1986: Basil, der große Mäusedetektiv
- 1989: The Tailor of Gloucester (Fernsehfilm)
- 1990: The Tale of Little Pig Robinson (Fernsehfilm)
- 1995: Dalekmania (Dokumentation)
- 1995: Josh Kirby: Time Warrior! Chap. 1: Planet of the Dino-Knights (Video)
- 1995: Josh Kirby: Time Warrior! Chap. 2: The Human Pets (Video)
- 1996: Josh Kirby: Time Warrior! Chap. 3: Trapped on Toyworld (Video)
- 1996: Josh Kirby: Time Warrior! Chap. 4: Eggs from 70 Million B.C. (Video)
- 1996: Josh Kirby: Time Warrior! Chap. 5: Journey to the Magic Cavern (Video)
- 1996: Josh Kirby: Time Warrior! Chap. 6: Last Battle for the Universe (Video)
- 1996: The Bruce – Kampf für Schottlands Freiheit
- 2000: The Making of the Great Mouse Detective (Dokumentation)
- 2001: Jekyll & Hyde: The Musical (Fernsehfilm)

### Fernsehen
- 1957: Granada Workshop
- 1958–1961: ITV Television Playhouse
- 1959: Murder Bag
- 1959: McFarlane’s Way (Miniserie)
- 1960: Inside Story
- 1960: Die Betrüger
- 1960–1965: ITV Play of the Week
- 1961: Geheimauftrag für John Drake
- 1961: Knight Errant Limited
- 1961: Looking About
- 1961: Die Verfolger
- 1961–1962: Edgar Wallace
- 1961–1963: BBC Sunday-Night Play
- 1962: Saki (Miniserie)
- 1962: Silent Evidence
- 1963: The Victorians (Miniserie)
- 1963: Armchair Theatre
- 1964: The Plane Makers
- 1964: Ann Veronica
- 1964: The Indian Tales of Rudyard Kipling
- 1964: The Villains
- 1965: Undermind
- 1965: Armchair Mystery Theatre
- 1965: Doctor Who
- 1966: The Liars
- 1966: Redcap
- 1966: The Scales of Justice
- 1966: Blackmail
- 1966: Theatre 625
- 1966: Der Baron
- 1966–1968: The Wednesday Play
- 1967: Before the Fringe
- 1967: Seven Deadly Virtues
- 1967: Mr. Rose
- 1967: Emergency-Ward 10
- 1967: Mit Schirm, Charme und Melone
- 1967–1972: Thirty-Minute Theatre
- 1968: The Caesars (Miniserie)
- 1969: The Power Game
- 1969: Randall & Hopkirk – Detektei mit Geist
- 1970–1978: BBC Play of the Month
- 1971: Hine
- 1972: Beyond a Joke
- 1973: Die Rivalen von Sherlock Holmes
- 1976: Life and Death of Penelope
- 1978: The Sunday Drama
- 1978: Die Füchse
- 1981: Funny Man
- 1982: Die Himmelhunde von Boragora
- 1982: Die Aufgabe: Thronfolger gesucht
- 1982: Die Jeffersons
- 1983: One Day at a Time
- 1983: Hart aber herzlich
- 1983: Die Zeitreisenden
- 1983: Simon & Simon
- 1983: Remington Steele
- 1984: Ein Colt für alle Fälle
- 1984: George Washington (Miniserie)
- 1984: Airwolf
- 1985: Hotel
- 1985: Street Hawk
- 1985: Zeit der Sehnsucht
- 1985: Codename: Foxfire
- 1985: Die Fälle des Harry Fox
- 1985: Mein lieber Biber
- 1985–1986: Große Märchen mit großen Stars
- 1985–1993: Mord ist ihr Hobby
- 1986: Das A-Team
- 1986: Comedy Factory
- 1986: Jim Bergerac ermittelt
- 1986: Shadow Chasers
- 1987: American Playhouse
- 1987: Matlock
- 1989: Webster
- 1989: Raumschiff Enterprise – Das nächste Jahrhundert
- 1990: Albert Campion
- 1993: Cafe Americain
- 1994: The George Carlin Show
- 2001: Ed – Der Bowling-Anwalt
- 2002: A Touch of Frost
- 2005: Bermuda Dreieck – Tor zu einer anderen Zeit (Miniserie)
- 2013: Who’s Round (Podcast)

## Theater (Auswahl)
- 1956: Beggar My Neighbor (Pier Pavillon)
- 1957: Hamlet (Old Vic Theatre)
- 1958: Macbeth (Old Vic Theatre, London)
- 1959: Julius Caesar (Old Vic Theatre Company, Edinburgh Festival)
- 1959: Mary Stuart (Old Vic Theatre Company, Edinburgh Festival)
- 1959: Sganarelle (Old Vic Theatre)
- 1959: Tartuffe (Old Vic Theatre)
- 1959: The Magistrate (Old Vic Theatre)
- 1959: Much Ado about Nothing (Lunt-Fontanne Theatre, Broadway, New York City)[10][11]
- 1960: Joie de Vivre (Queen’s Theatre, London)
- 1960: The Happy Haven (Royal Court Theatre, London)
- 1960: Strip the Willow (U.K. Cities Tournee)
- 1961: The Golden Years (Gaiety Theatre, Dublin)
- 1961: Pottering About (Theatre Royal, London)
- 1962: Our England (Prince’s Theatre, London)
- 1963: Virtue in Danger (Mermaid Theatre + Strand Theatre, London)
- 1963: The Possessed (Mermaid Theatre)
- 1963: Dionysus, The Bacchae (Mermaid Theatre)
- 1964: Pickwick (Saville Theatre, London)
- 1966: On the Level (Saville Theatre)
- 1967: Criminals (Royal Shakespeare Company, Stratford-on-Avon und London)
- 1968: The Relapse (Royal Shakespeare Company, Stratford-on-Avon und London)
- 1968: Julius Caesar (Royal Shakespeare Company, Stratford-on-Avon und London)
- 1969: The Winter’s Tale (Aguecheck)
- 1969: The Winter’s Tale (Japanese and Australian Cities Tournee)
- 1969: Twelfth Night (Aguecheck)
- 1970: Dazzle (London Assurance)
- 1970: Pleasure and Repentance (RSC, Edinburgh)
- 1971: Love, Love, Love (Australian Cities Tournee)
- 1972: Love, Love, Love (Mermaid Theatre)
- 1973: Gypsy (Piccadilly Theatre, London)
- 1974: Snap (Vaudeville Theatre, London)
- 1974: Duke (Measure for Measure)
- 1975: Double Edge (Vaudeville Theatre)
- 1975: The Actor (Australian and South African Cities Tournee)
- 1975: Director, Gypsy (Her Majesty’s Theatre, Melbourne)
- 1976: Private Lives (Comedy Theatre, Melbourne)
- 1978: The Actor (Neighborhood Playhouse, New York City)
- 1978–1979: The Actor (U.S. Cities Tournee)
- 1981: Copperfield (American National Theatre Academy Playhouse, Broadway, New York City)[10][11]
- 1981: Camelot (Winter Garden Theatre, Broadway, New York City)[10][11]
- 1990–1992: Aspects of Love (Broadway, New York City)[10][11]
- 1997–2001: Jekyll & Hyde (Broadway, New York City)[10][11]